# Melinna maculata
Melinna maculata är en ringmaskart som beskrevs av Webster 1879. Melinna maculata ingår i släktet Melinna och familjen Ampharetidae. Inga underarter finns listade i Catalogue of Life.